# پاییز عشق
پاییز عشق یک تله‌فیلم ایرانی به کارگردانی مجتبی حسینی بر اساس فیلم‌نامه‌ای از محمدرضا یوسفی است که در سال ۱۳۷۰ از شبکه دو پخش شد.

## خلاصه داستان
زندگی شهرام و نیلوفر در آغاز تشکیل با دخالت‌های مادر شهرام دچار آشفتگی می‌شود. شهرام که مادر و همسرش را بسیار دوست دارد، ناخواسته با وسوسه‌های نیلوفر، مادرش را به آسایشگاه سالمندان انتقال می‌دهد. سرانجام خودش و نیلوفر نیز برای طلاق راهی دادگاه می‌شوند.

## گزیدهٔ بازیگران
- مهین دیهیم
- رضا بنفشه‌خواه
- پریدخت اقبال‌پور
- نوشین پژوهش
- محمدرضا فقیه مرندی